# 拉加什區
拉加什區（西班牙語：Distrito de Ragash），是秘魯的一個區，位於該國北部安卡什大區的錫瓦斯省，始建於1963年12月12日，面積208.45平方公里，海拔高度3,500米，2005年人口2,745，人口密度為每平方公里13人。